# 15887 Daveclark
15887 Daveclark (1997 ER26) là một tiểu hành tinh vành đai chính được phát hiện ngày 4 tháng 3 năm 1997 bởi Spacewatch ở Kitt Peak.